# Tuz (distrito)
O distrito de Tuz (em árabe: قضاء طوز) é um distrito da província de Saladino, no Iraque. A sua capital é a cidade de Tuz Khurmatu.